# Venus (canção de Frankie Avalon)
"Venus" é uma canção escrita por Ed Marshall. A gravação mais conhecida e bem-sucedida foi interpretada por Frankie Avalon e lançada em 1959. Tornou-se a primeira canção nº1 de Avalon na tabela Billboard Hot 100, onde permaneceu por cinco semanas.

## Charts
| Chart (1959)                       | Peak position |
| ---------------------------------- | ------------- |
| Bélgica (Ultratop 50 de Flandres)  | 2             |
| Bélgica (Ultratop 50 da Valônia)   | 1             |
| UK New Musical Express             | 16            |
| Estados Unidos (Billboard Hot 100) | 1             |
| US Billboard Hot R&B Sides         | 10            |